# Bartmeise

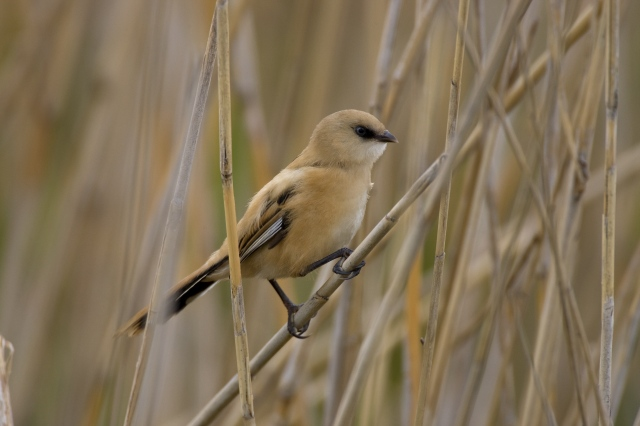
Jungvogel (Weibchen)

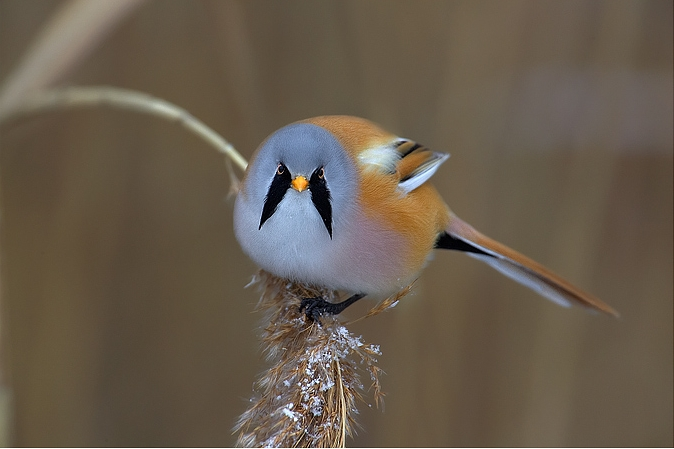
Bartmeise (Männchen), Tschechien

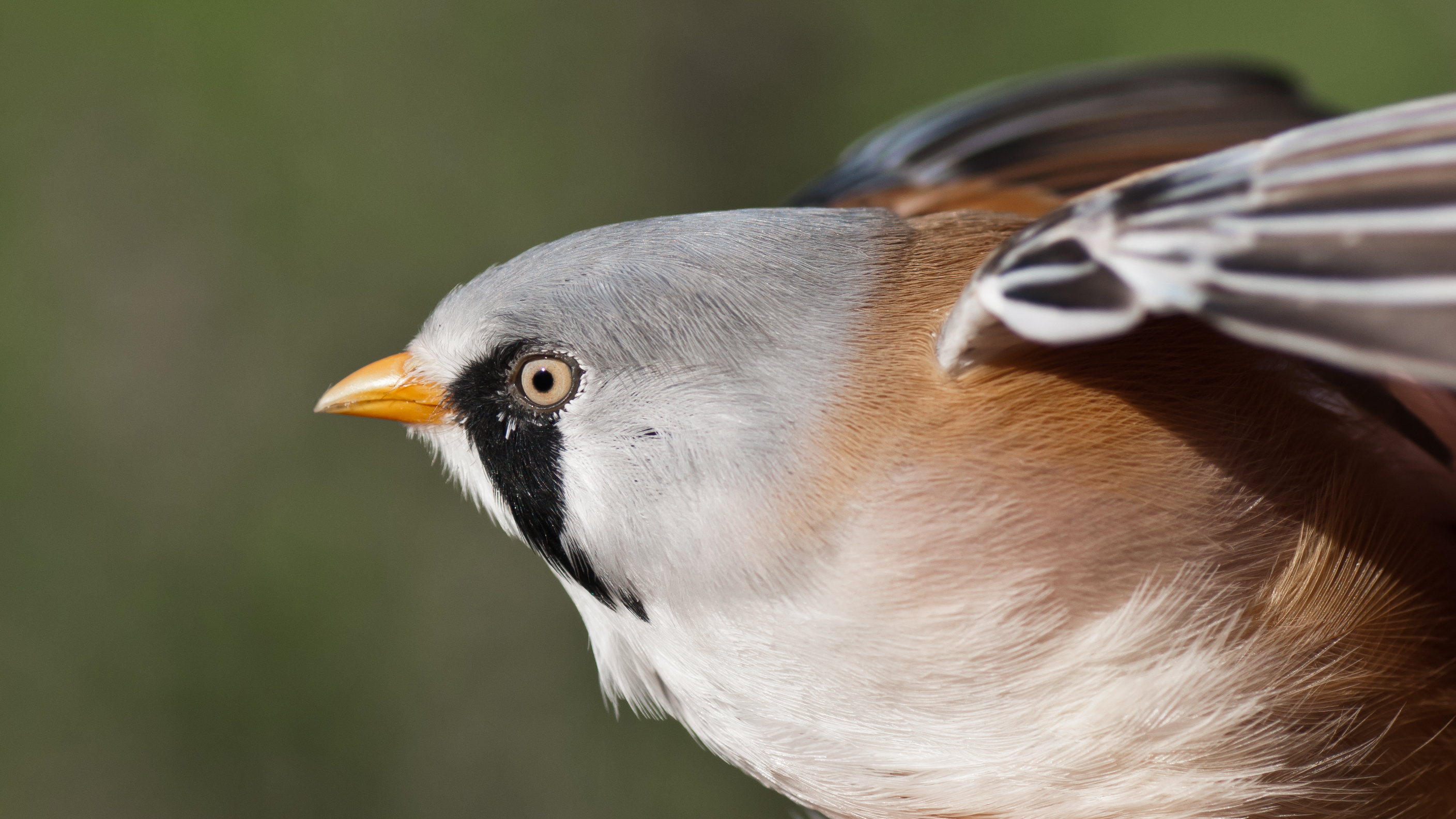
Porträt einer männlichen Bartmeise mit markantem schwarzem Bartstreif

Die Bartmeise (Panurus biarmicus) ist eine Vogelart und wird heute meist als einzige Art der damit monotypischen Familie Panuridae betrachtet. Sie ist ein meisenartiger, langschwänziger Bewohner großer Schilfflächen.

## Kennzeichnung
Ihre Länge beträgt zwischen 14 und 15,5 cm. Sie ist klein, hell gelbbraun und hat einen hell gelbbraunen Schwanz. Das adulte Männchen besitzt einen hell blaugrauen Kopf mit langem schwarzem Bartstreif und weißer Kehle. Die Unterschwanzdecken sind schwarz.
Bei dem adulten Weibchen dagegen ist der Kopf beigebraun ohne schwarzen Bart. Die Kehle ist schmutzigweiß und die Unterschwanzdecken sind beige.
Jungvögel ähneln adulten Weibchen, haben jedoch eine schwarze Mantelmitte und schwarze Bereiche im Schwanz. Ihr Gefieder ist eher gelbbeige.

## Stimme
Ihr Ruf ist charakteristisch als lebhaftes, nasal klingendes „psching“ im Schilfwald, ferner rollend „tschirr“ und leiser schnalzend „pett“. Ihr Gesang besteht im Allgemeinen aus 3–4 unreinen knirschenden Tönen, etwa „pschin-dschick-tschrääh“.

## Verbreitung und Lebensraum

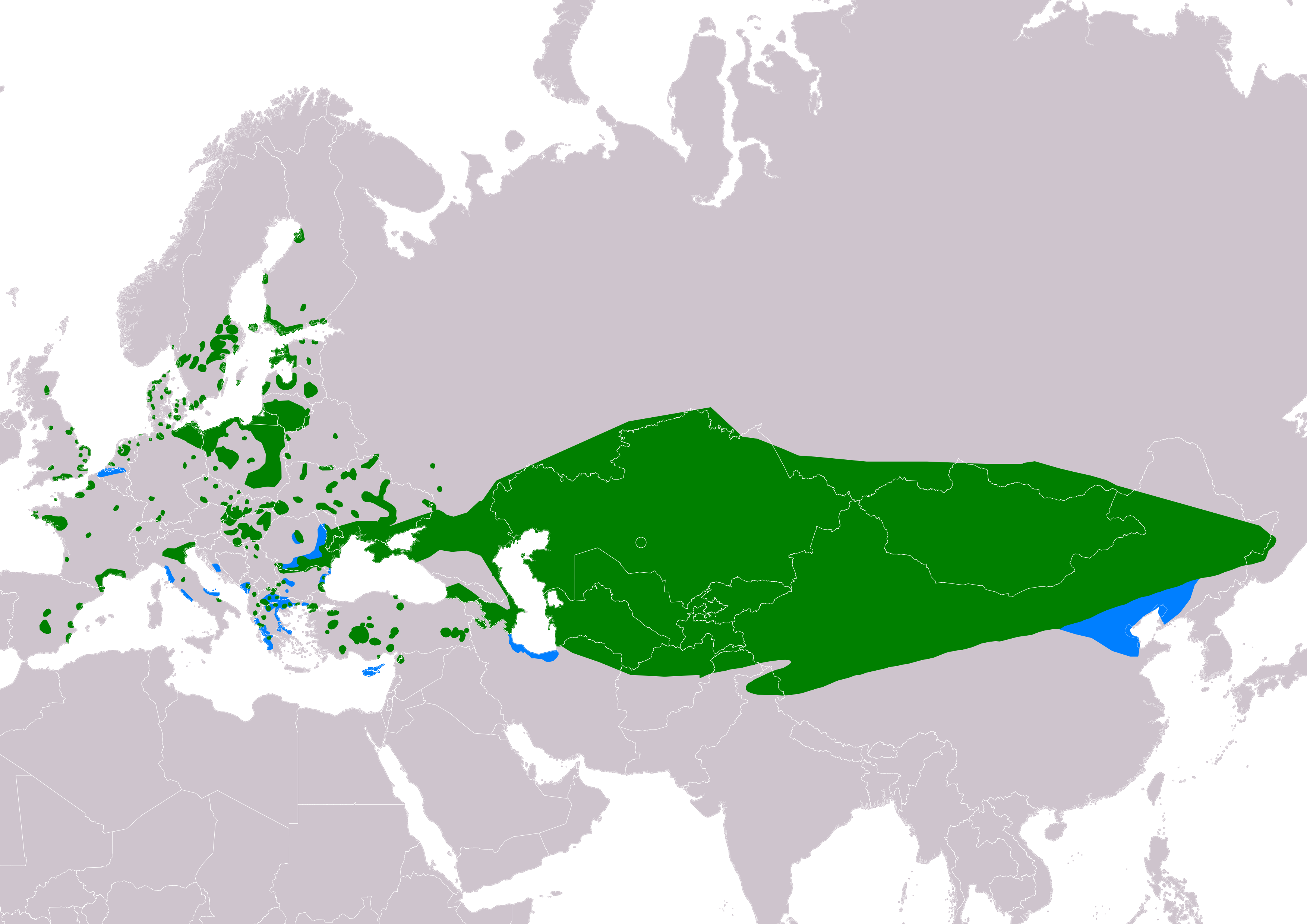
Verbreitung der Bartmeise:
Ganzjähriges Vorkommen
Überwinterungsgebiete

Die Bartmeise ist ein Brutvogel der Paläarktis, die vor allem in gemäßigten, mediterranen Steppen- und Wüstenzonen vorkommt. Sie brütet jedoch auch im Süden der borealen Zone. Das Verbreitungsgebiet ist als Folge der Verteilung geeigneter Lebensräume stark aufgesplittert. Die westlichsten Vorkommen sind derzeit in Spanien, dem Westen von Frankreich und in Großbritannien. Im Osten reicht das Verbreitungsgebiet bis nach Kasachstan und bis in den Westen der Mongolei sowie in den Norden Chinas. Hauptverbreitung in Mitteleuropa sind Küstengebiete der Nord- und Ostsee sowie der Neusiedler See in Österreich.
Die Bartmeise lebt in ausgedehnten Röhrichten der Verlandungszone nährstoffreicher Binnengewässer aller Art. Voraussetzung für eine Dauerbesiedlung sind ausgedehnte Altschilfwälder. Präferiert werden Stellen, wo Altschilf sich zu einer dichten Decke über dem Boden beziehungsweise dem Wasser geformt hat. Auch außerhalb der Brutzeit hält sich die Bartmeise im Schilfröhricht auf. Gebüsch wird nur ausnahmsweise aufgesucht.

## Fortpflanzung

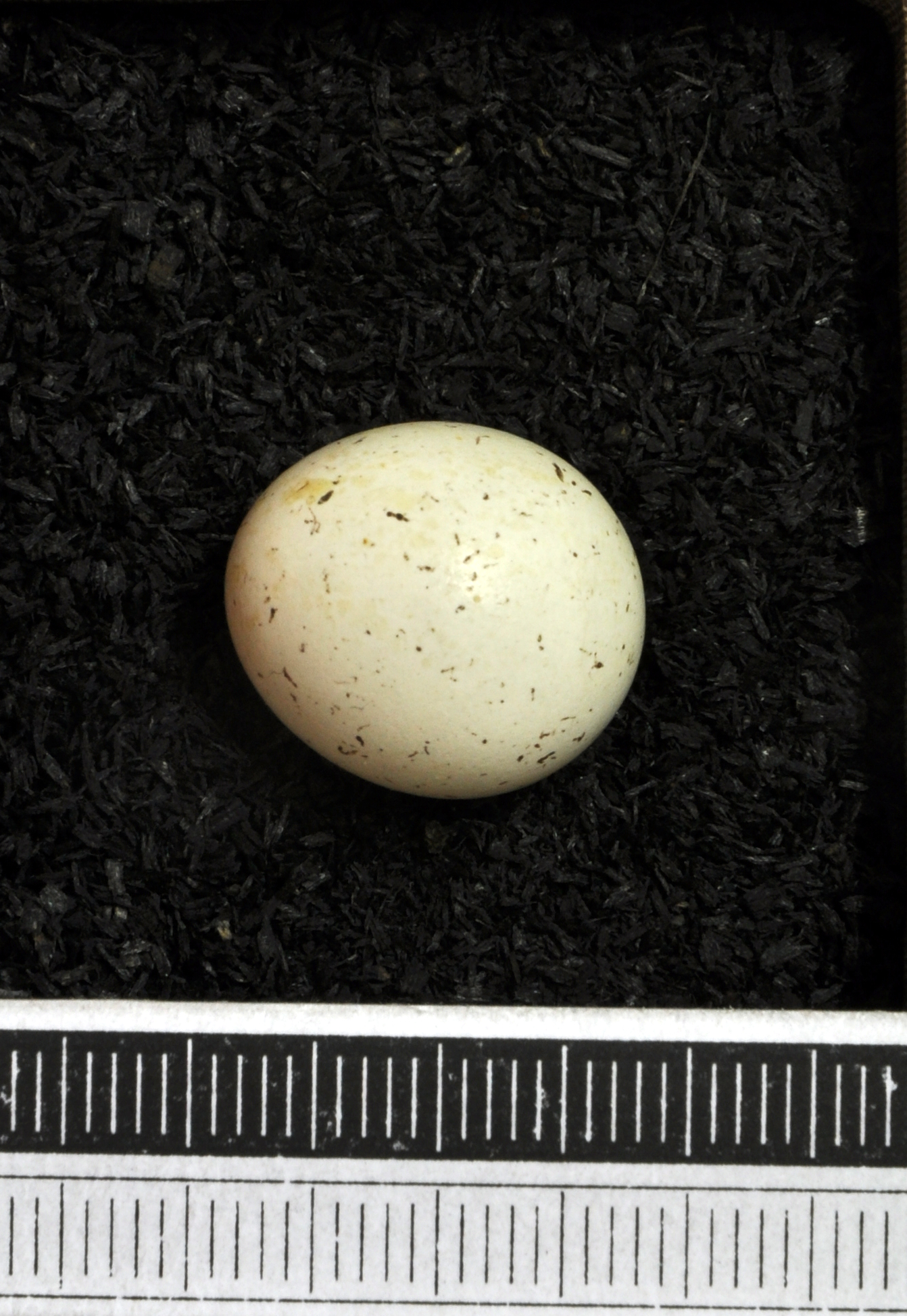
Ei, Sammlung Museum Wiesbaden

Für die Balz ist der Gesang der Bartmeise unbedeutend, wichtig ist die Schaubalz. Bei dieser entfaltet das Männchen die ganze Pracht seines Gefieders. Bartmeisen brüten zweimal pro Jahr. Das Nest ist ein tiefer Napf am Grund des Röhrichts in Wassernähe. Dieses besteht aus vorjährigem Schilf und ist innen mit Schilfrispen ausgelegt. Die Jungen zeigen den auffälligsten Sperr-Rachen unter den in Europa beheimateten Vogelarten. Die Vögel finden sich noch in ihrem Jugendkleid zu Paaren zusammen, die ihr Leben lang unzertrennlich sind.

## Nahrung
Im Sommer fressen diese Vögel Insekten und Spinnen. Im Winter stehen Sämereien auf dem Speiseplan.

## Bestand
Allein in Europa soll es laut IUCN 490.000–960.000 Bartmeisen geben. Die Art gilt daher als „nicht gefährdet“. Der Brutbestand wird für Deutschland auf 1400 bis 2700 Brutpaare geschätzt. In Österreich kommen 3000 bis 6000 Brutpaare vor. Der Brutbestand in der Schweiz wird auf 80 bis 110 Brutpaare geschätzt.
Grundsätzlich kommt es bei der Bartmeise zu drastischen Bestandsveränderungen mit sprunghaften Zunahmen und völligen Zusammenbrüchen nach sehr kalten Wintern. In harten Wintern kommt es vor, dass im Norden ganze Populationen aussterben. Die verwaisten Lebensräume werden dann durch herumstreifende Bartmeisen wieder besiedelt. Im 19. Jahrhundert und zu Beginn des 20. Jahrhunderts gab es für weite Teile Deutschlands und der Schweiz keine Brutnachweise. Erst nachdem die niederländische Population in den Küstenregionen auf etwa 10.000 Brutpaare zu Beginn der 1970er Jahre angestiegen war, siedelte sich die Bartmeise erneut in zahlreichen Schilfgebieten auch Mitteleuropas sowie Frankreichs und Schwedens an.

## Trivia
Der Asteroid des inneren Hauptgürtels (8771) Biarmicus ist nach der Bartmeise benannt (wissenschaftlicher Name: Panurus biarmicus). Zum Zeitpunkt der Benennung des Asteroiden am 2. Februar 1999 befand sich die Bartmeise auf der niederländischen Roten Liste gefährdeter Arten.